# Pesäpallo
Il pesäpallo (detto anche baseball finlandese o pesis) è uno sport di squadra diffuso principalmente in Finlandia, dove è considerato sport nazionale. 
La massima serie finlandese di pesäpallo in Finlandia è la Superpesis.
Tale disciplina viene praticata anche in altre nazioni quali Germania, Svezia, Svizzera, Australia, India e nella provincia canadese dell'Ontario.
Lo sport fu ideato fra il 1910 ed il 1920 dall'ex discobolo olimpico Lauri Pihkala, che lo basò sul baseball e su alcuni giochi locali. Questa disciplina fu specialità dimostrativa durante la XV Olimpiade del 1952 a Helsinki.

## Regole
Come nel baseball, due squadre di 9 giocatori a turno lanciano e ribattono la palla. La squadra che batte segna quando un suo giocatore avanza intorno a 4 basi; le squadre possono ricorrere a 3 battitori extra, chiamati "jokers".
Una partita è divisa in 2 tempi da 4 inning (più uno extra in caso di parità); la palla deve rimbalzare entro l'area di gioco perché il punto sia valido. Il battitore deve fare attenzione a non colpire la palla troppo forte: ogni palla spedita oltre la linea di fondo è considerata strike; dopo 3 strike è eliminato.
Se un fielder prende la palla all'interno dell'area di gioco, il battitore è ferito e non può battere ancora nell'inning, a meno che la sua squadra non segni. Un inning termina quando tre giocatori sono eliminati o tutti i giocatori sono feriti o su una base.
Ogni squadra ha un manager che elabora le strategie.

### Campo di gioco

Campo da Pesäpallo

Si gioca sull'asfalto o su altre superfici adatte alla corsa.
Per gli uomini il campo misura 92 × 42 m. Il campo è circondato da una striscia d'erba larga 10 m. Le basi sono poste a zig zag, aumentando progressivamente la distanza tra ciascuna base, per un raggio totale di 126 m.
Per le donne, il campo è ridotto del 10%.

## Competizioni

### In Finlandia
La massima serie finlandese di pesäpallo è la Superpesis. Il secondo livello è noto come Ykköspesis, il terzo livello è costituito da leghe interregionali note come Suomensarja mentre il quarto livello è costituito da leghe provinciali dette Maakuntasarja.

### Coppa del mondo
La Coppa del Mondo di Pesäpallo si gioca a livello internazionale con cadenza triennale. 
La nazionale finlandese ha sempre vinto il torneo, sia maschile che femminile. Nella storia della competizione, la seconda nazionale con il migliore piazzamento complessivo nel medagliere è l’Australia.